# 제42회 베네치아 국제 영화제
제42회 베네치아 국제 영화제는 1985년 8월 26일에 열린 시상식이다. 이탈리아 베니스에서 개최되었다.

## 수상 및 후보

### 황금사자상
- 방랑자 - 아녜스 바르다 수상

### 은사자상-감독상
- 더스트 - 마리옹 한셀 수상

### 볼피컵 남우주연상
제라르 드빠르디유 수상

### 심사위원 특별상
- 가르델의 망명 - 페르난도 E. 솔라나스 수상

### OCIC상
- 방랑자 - 아녜스 바르다 수상